# Aulnay (Vienne)
Aulnay é uma comuna francesa na região administrativa da Nova Aquitânia, no departamento de Vienne. Estende-se por uma área de 8,01 km². Em 2010 a comuna tinha 100 habitantes (densidade: 12,5 hab./km²).